# Hassa bint Ahmad al-Sudairi
Hassa bint Ahmad al-Sudairi, född 1900, död 1969 i Saudiarabien, var en av kung Ibn Sauds av Saudiarabien hustrur. 

## Biografi
Hassa bint Sudairi var dotter till Ahmad från klanen Sudairi och hennes mor var syster till Ibn Sauds mor Sara. 
Hon gavs som hustru åt Ibn Saud när hon var tretton år gammal och året därefter födde hon en son, som dock dog vid fem års ålder. Av okänd anledning skilde sig Ibn Saud från Hassa, och hon gifte sig då med Ibn Sauds bror Muhammed bin Abdul Rahman och födde åt honom en son. Dock ångrade Ibn Saud skilsmässan och förmådde sin bror att skilja sig från Hassa så att han kunde gifta sig med henne igen. I det andra äktenskapet med Ibn Saud föddes fem döttrar och sju söner. 

### Sudairisjuan
De sju sönerna hade sinsemellan ett gott förhållande vilket bidrog till att de på 1960-talet kom att bli den dominerande maktgruppen inom huset Saud. De sju sönerna kallades populärt ”Sudairisjuan” av utländska journalister, och det var de som bildade den starka kärnan i regeringen. Sudairisjuan bestod av:
1. Fahd bin Abdul Aziz  (1923–2005), kung av Saudiarabien (13 juni 1982–1 augusti 2005)
2. Sultan bin Abdul Aziz  (1928–2011), kronprins (augusti 2005–november 2011), vice premiärminister och försvars- och flygminister.
3. Abdul Rahman bin Abdul Aziz  (f. 1931), vice försvarsminister (1978–november 2011)
4. Nayef  bin Abdul Aziz  (1933–2012), kronprins (2011–2012), inrikesminister (1975–2012)
5. Turki bin Abdul Aziz  (f. 1934), vice försvarsminister (1969–1978)
6. Salman bin Abdul Aziz  (f. 1935), kung av Saudiarabien sedan 23 januari 2015, försvarsminister (sedan 2011), guvernör i Riyadh (1962–2011)
7. Ahmad bin Abdul Aziz  (f. 1941), inrikesminister (2012)